# Volontaire (film)
Pour les articles homonymes, voir Volontaire.
Pour plus de détails, voir Fiche technique et Distribution.
Volontaire est une comédie dramatique française, réalisée par Hélène Fillières, sortie en 2018.

## Synopsis
Laure Baer (Diane Rouxel), une femme de 23 ans, brillante multilingue, fille d'une actrice célèbre, s'engage soudainement dans la Marine, facilement comme officier sous contrat assignée à l'École des fusiliers marins de Lanester.
Aussitôt positionnée dans un bureau, elle se retrouve en face à face avec le directeur des études, le capitaine de frégate Yann Rivière (Lambert Wilson), quinquagénaire rigide, froid et austère. Aussi mutuellement fascinés que repoussés l'un par l'autre, les deux personnages s'observent silencieusement en chiens de faïence.
Laure Baer est tentée par la formation de combat, mais les autorités s'accordent à dire que son physique frêle et fragile l'en empêche radicalement. Néanmoins, avec une obstination, une détermination et une combativité sans faille, elle franchit les obstacles et apprend à se dépasser pour obtenir le convoité béret vert des Commandos marine. Le comportement du capitaine de frégate Rivière, ses rares remarques et son apparente indifférence auront permis à Laure d'atteindre son but et de lui en être reconnaissante.

## Fiche technique
Sauf indication contraire, les informations mentionnées dans cette section peuvent être confirmées par la base de données cinématographiques IMDb,  présente dans la section « Liens externes ».
- Titre : Volontaire
- Réalisation : Hélène Fillières
- Scénario : Hélène Fillières, Mathias Gavarry
- Photographie : Éric Dumont
- Décors : Jérémy Streliski
- Costumes : Laurence Struz
- Montage : Yves Deschamps
- Musique : Bruno Coulais
- Production : Sidonie Dumas, Matthieu Tarot
- Sociétés de production : Albertine Productions,  France 2 Cinéma, Gaumont Production
- Société de distribution : Gaumont Production
- Pays d’origine :  France
- Langue : Français
- Format : Couleurs - 2,39:1 - DTS / Dolby Digital / SDDS - 35 mm
- Genre : Comédie dramatique
- Durée : 101 minutes (1 h 41)
- Date de sortie en salles :
  - France : 6 juin 2018

## Distribution
- Diane Rouxel : l'aspirante Laure Baer
- Lambert Wilson : le capitaine de frégate Yann Rivière
- Corentin Fila : l'enseigne de vaisseau Loïc Dumont
- Alex Descas : Albertini
- Jonathan Couzinié : Philippe
- Igor Kovalsky : Marchaudon
- Jade Labeste : Jeune Recrue
- Hélène Fillières : la capitaine de corvette Weber
- Josiane Balasko : la mère de Laure
- André Marcon : le père de Laure
- Monsieur Fraize : l'enseigne de vaisseau Desmaret
- Pauline Acquart : la jeune recrue boudeuse
- Sandra Choquet : l'institutrice de l’école navale
- Jeanne Guittet : une jeune recrue

## Production

### Musique
La musique du film est composée par Bruno Coulais et publiée en 2018.
Liste des titres
1. Volontaire (End Title)
2. Bien pris
3. On accélère
4. École Navale
5. Le mur
6. l'aspirant
7. Sans élan
8. Ma chérie

Autres
- Jacques Dutronc - Les Cactus
- Daniel Balavoine - La vie ne m'apprend rien
- Nick Cave - Into my arms

## Accueil

### Critiques
Volontaire a reçu des critiques assez mitigées. Il est évalué à une moyenne de 2,7/5 pour 19 critiques de presse sur Allociné.

« Tout en retenue et séduction, Diane Rouxel, remarquée dans La Tête haute d’Emmanuelle Bercot, et Lambert Wilson, entre tension et émotions, sont parfaits dans les rôles de l’Aspirant et du Commandant. Mais la mise en scène d’Hélène Fillières se perd (...). »

— Corinne Laurent, La Croix, 5 juin 2018.

« Avec un film dense, Hélène Fillières explore l'univers de la marine avec tact. »

— Eric Neuhoff , Le Figaro, 5 juin 2018.

« De même que la mise en scène figée s’accorde parfois bien à la rigidité des codes et des corps militaires, le manque de recul du film est à la fois sa grande limite et la preuve de sa déroutante sincérité. »

— Marcos Uzal, Libération, 5 juin 2018.

« Volontaire est le récit d’un épanouissement, que la mise en scène d’Hélène Fillières rend ardu et complexe : reflet parfait du monde d’aujourd’hui. Un film joliment et fermement féministe. »

— Pierre Murat, Télérama, 5 juin 2018.

« Le volontarisme de Volontaire ne suffit pas à nous pousser à nous enrôler dans ce film plus fragile qu’il n’y parait (il lui sera pour cela beaucoup pardonné) mais définitivement à côté de la plaque. »

— Yves Alion, L'Avant-scène cinéma, 7 juin 2018.